# Koljeno (taksonomija)
Koljeno (phylum) hijerarhijska je stepenica u sistematici biologije, i to u botanici, zoologiji i bakteriologiji. Ponekad se kasnije dijeli na podkoljena (subphyla, jednina subphylum). Više koljena u nekim se slučajevima obuhvaća u natkoljeno (superphylum) koja tada obuhvaća grupu koljena. Koljeno kao takson nalazi se između carstva i razreda.
- U nekim sistematikama životinjsko carstvo se prvo dijeli na odjeljke, koji se zatim dijele na koljena. Bilateralne životinje se tako dijelom prikazuju kao odjeljak.
- U botanici i mikologiji je uz koljeno (phylum) kao sinonim dozvoljen i pojam odjeljak (divisio).
- U bakteriologiji se dozvoljava korištenje pojma "koljeno" i za klona.

## Popis koljena živog svijeta
1. Koljeno Acanthocephala
2. Koljeno Acidobacteria
3. Koljeno Acritarcha
4. Koljeno Actinobacteria
5. Koljeno Annelida
6. Koljeno Anthocerotophyta
7. Koljeno Apicomplexa
8. Koljeno Aquificae
9. Koljeno Arthropoda
10. Koljeno Ascomycota
11. Koljeno Bacillariophyta
12. Koljeno Bacteroidetes
13. Koljeno Basidiomycota
14. Koljeno Blastocladiomycota
15. Koljeno Brachiopoda
16. Koljeno Bryophyta
17. Koljeno Bryozoa
18. Koljeno Cercozoa
19. Koljeno Chaetognatha
20. Koljeno Chlamydiae
21. Koljeno Chlorobi
22. Koljeno Chloroflexi
23. Koljeno Chlorophyta
24. Koljeno Choanozoa
25. Koljeno Chordata
26. Koljeno Chrysiogenetes
27. Koljeno Chytridiomycota
28. Koljeno Ciliophora
29. Koljeno Cnidaria
30. Koljeno Crenarchaeota
31. Koljeno Cryptophyta
32. Koljeno Ctenophora
33. Koljeno Cyanidiophyta
34. Koljeno Cyanobacteria
35. Koljeno Cycadophyta
36. Koljeno Cycliophora
37. Koljeno Deferribacteres
38. Koljeno Deinococcus-thermus
39. Koljeno Dictyoglomi
40. Koljeno Dinophyta
41. Koljeno Echinodermata
42. Koljeno Echiura
43. Koljeno Equisetophyta
44. Koljeno Euglenozoa
45. Koljeno Euryarchaeota
46. Koljeno Fibrobacteres
47. Koljeno Firmicutes
48. Koljeno Flagellata
49. Koljeno Fusobacteria
50. Koljeno Gastrotricha
51. Koljeno Gemmatimonadetes
52. Koljeno Ginkgophyta
53. Koljeno Glaucophyta
54. Koljeno Glomeromycota
55. Koljeno Gnathostomulida
56. Koljeno Gnetophyta
57. Koljeno Haptophyta
58. Koljeno Hemichordata
59. Koljeno Hyphochytriomycota
60. Koljeno Kamptozoa
61. Koljeno Kinorhyncha
62. Koljeno Labyrinthista
63. Koljeno Labyrinthista
64. Koljeno Lentisphaerae
65. Koljeno Loricifera
66. Koljeno Lycopodiophyta
67. Koljeno Magnoliophyta
68. Koljeno Marchantiophyta
69. Koljeno Micrognathozoa
70. Koljeno Microspora
71. Koljeno Mollusca
72. Koljeno Mycetozoa
73. Koljeno Myxozoa
74. Koljeno Myzozoa
75. Koljeno Nematoda
76. Koljeno Nematomorpha
77. Koljeno Nemertea
78. Koljeno Neocallimastigomycota
79. Koljeno Nitrospira
80. Koljeno Ochrophyta
81. Koljeno Onychophora
82. Koljeno Oomycota
83. Koljeno Orthonectida
84. Koljeno Parabasalia
85. Koljeno Percolozoa
86. Koljeno Phoronida
87. Koljeno Pinophyta
88. Koljeno Placozoa
89. Koljeno Planctomycetes
90. Koljeno Platyhelminthes
91. Koljeno Porifera
92. Koljeno Prasinophyta
93. Koljeno Priapulida
94. Koljeno Proteobacteria
95. Koljeno Psilophyta
96. Koljeno Pteridophyta
97. Koljeno Rhodophyta
98. Koljeno Rhombozoa
99. Koljeno Rotifera
100. Koljeno Sagenista
101. Koljeno Sarcomastigophora
102. Koljeno Sipuncula
103. Koljeno Spirochaetes
104. Koljeno Tardigrada
105. Koljeno Thermodesulfobacteria
106. Koljeno Thermomicrobia
107. Koljeno Thermotogae
108. Koljeno Verrucomicrobia
109. Koljeno Xenophyophora
110. Koljeno Xenoturbellida
111. Koljeno Zygomycota